# Liste von Persönlichkeiten der Stadt Wolfenbüttel
Die Liste von Persönlichkeiten der Stadt Wolfenbüttel enthält Personen, die in der Geschichte der Stadt Wolfenbüttel in Niedersachsen eine nachhaltige Rolle gespielt haben. Es handelt sich dabei um Persönlichkeiten, die Ehrenbürger der Stadt waren oder noch sind, hier geboren oder gestorben sind oder mit der Stadt verbunden sind.

## Ehrenbürger der Stadt
- Bibliothekar und Literaturwissenschaftler Paul Raabe, 1991
- Schriftsteller, Lyriker und Essayist Kurt Meyer-Rotermund, 1959
- Manfred Ammon, 2016
- Hiltrud Bayer, 2024

## Söhne und Töchter der Stadt
In Wolfenbüttel geboren wurden:
- 1489: Heinrich II. Herzog zu Braunschweig-Lüneburg, Fürst von Braunschweig-Wolfenbüttel
- 1528: Julius Herzog zu Braunschweig-Lüneburg, Fürst von Braunschweig-Wolfenbüttel
- 1660: Andreas Christoph Augspurg, Gymnasialdirektor
- 1676: Johann Heinrich Funcke, Hofbeamter in Braunschweig-Wolfenbüttel sowie Rittergutsbesitzer
- 1680: Hieronymus von Münchhausen, Minister
- 1683: Elisabeth Sophie Marie von Schleswig-Holstein-Norburg, durch Heirat Fürstin von Braunschweig-Wolfenbüttel
- 1685: Adolph Friedrich Graf von der Schulenburg-Beetzendorf, Reichsgraf, Generalleutnant im preußischen Heer und Vertrauter von König Friedrich Wilhelm I. von Preußen
- 1694: Philipp Friedrich Ramdohr, herzoglicher Leibchirurg und Erfinder einer chirurgischen Nähtechnik
- 1696: Johann Georg Oldekop, Generalsuperintendent
- 1696: August Querfurt, Genre-, Pferde-, Jagd- und Schlachtenmaler
- 1713: Johann Ferdinand August von Funcke, königlich-polnischer und kurfürstlich-sächsischer Geheimer Rat
- 1715: Elisabeth Christine von Braunschweig-Wolfenbüttel-Bevern, Gemahlin des Friedrich II. Königin in Preußen
- 1720: Georg Ludwig von Hardenberg, evangelischer Domdechant und Hymnologe
- 1724: Johann Julius Walbaum, Mediziner, Naturforscher
- 1728: Urban Brückmann, Arzt, Mineraloge und naturwissenschaftlicher Schriftsteller
- 1729: Georg Samuel Madihn, Jurist und Hochschullehrer
- 1735: Karl Wilhelm Ferdinand von Braunschweig-Wolfenbüttel, Fürst, ererbter Herzog zu Braunschweig und Lüneburg und ab 26. März 1780 Landesherr im Teilfürstentum Braunschweig-Wolfenbüttel
- 1737: Johann Gottfried Schwanberger, Hofkapellmeister, Klaviervirtuose und Komponist
- 1738: Wilhelm von Gebhardi, Architekt und Leiter des herzoglich-braunschweigischen Baudepartements
- 1738: Herz Samson, herzoglich-braunschweigischer Hofbankier und Kammeragent
- 1739: Anna Amalie von Sachsen-Weimar-Eisenach, Herzogin und Komponistin
- 1743: Philipp Samson, Hofbankier, Mitbegründer und Namensgeber der Samson-Schule
- 1746: Elisabeth Christine Ulrike von Braunschweig-Wolfenbüttel, Tochter von Herzog Karl I. (Braunschweig)
- 1747: Karl Wilhelm Jerusalem, Jurist, Urbild für die literarische Figur des Werther in Goethes Die Leiden des jungen Werthers
- 1748: Ludwig Gottfried Madihn, Hochschullehrer und Universitätsrektor der Universität Breslau
- 1751: Ludwig Albrecht Gottfried Schrader, Jurist und Hochschullehrer, Fachautor
- 1752: Konrad Heusinger, Pädagoge und Philologe
- 1755: Carl Ferdinand Bosse, Hofgärtner
- 1755: Georg Anton Mackensen, Jurist
- 1755: Caroline Ludecus, Schriftstellerin
- 1762: Georg Anton Christoph Scheffler, Rektor des Braunschweiger Katharineums, Direktor des dortigen Collegium Carolinum und Philologe
- 1768: Wilhelm Friedrich August Mackensen, Philosoph
- 1769: Johann Heusinger, Zeichenlehrer und Miniaturmaler
- 1769: Justus von Schmidt-Phiseldeck, braunschweigischer Staatsmann
- 1770: Georg Hassel, Geograph
- 1774: Carl Brandan Mollweide, Mathematiker und Astronom
- 1774: Friederike von Reden, Mutter des Hirschberger Tales
- 1799: Johann Gottfried Lüdde, Geograph und Erdkundelehrer
- 1800: Johann Wilhelm Österreich, Jurist und Politiker
- 1810: August Ludwig von Rochau, Publizist und Politiker
- 1811: Eduard Brinckmeier, Publizist, Schriftsteller und Privatgelehrter
- 1813: Theodor Engelbrecht, Arzt und Pomologe
- 1816: Theodore Eisfeld, Komponist, Chefdirigent der New Yorker Philharmoniker
- 1822: Emil Schulz, Porträtmaler, Lithograf und Fotograf
- 1831: Wilhelm Mansfeld, Jurist, Oberlandesgerichts-Präsident
- 1831: Ernst von Unger, General der Kavallerie
- 1834: Karl Schrader, Jurist, Reichstagsabgeordneter
- 1835: Karl von Schmidt-Phiseldeck, Jurist und Archivar
- 1840: Conrad Langerfeldt, Politiker, Mitglied des Deutschen Reichstags
- 1840: Oskar Sommer, Architekt
- 1845: Theodor Voges, Lehrer und Heimatforscher
- 1849: Hugo Luther, Maschinenbauingenieur und Unternehmer
- 1851: Victor Ehrenberg, Rechtswissenschaftler
- 1852: Johannes Beste, lutherischer Theologe und Kirchenhistoriker
- 1854: Paul Ehlers, Wasserbauingenieur, Hochschullehrer
- 1857: Richard Ehrenberg, Nationalökonom
- 1863: Arnold Kramer, Bildhauer und Medailleur
- 1865: Richard Mansfeld, Jurist, Reichsgerichtsrat
- 1866: Erich Rosendahl, Heimatforscher, Journalist und Autor
- 1868: Hans Ferdinand Gerhard, Journalist, Theaterkritiker, Schriftsteller, Archivar und Heimatforscher
- 1869: Paul Friedrich Schröder, Journalist und Schriftsteller
- 1871: Albert Südekum, Journalist und Politiker
- 1872: Karl Steinacker, Kunsthistoriker und Museumsdirektor
- 1872: Paul Eyferth, von 1917 bis 1933 Bürgermeister der Stadt
- 1875: Karl Friedrich August Bergwitz, Physiker
- 1875: Heinrich Lachmund, lutherischer Pfarrer
- 1875: Wilhelm Mansfeld Jurist, Oberlandesgerichts-Präsident
- 1878: Karl Walther, Geologe und Paläontologe, Professor in Montevideo
- 1881: Hans Witte, Physiker, Hochschullehrer an der TH Braunschweig, Lehrer an der Großen Schule
- 1884: Wilhelm Blume, Pädagoge
- 1884: Kurt Meyer-Rotermund, Schriftsteller, Lyriker und Essayist
- 1886: Ernst Heinrich Zimmermann, Kunsthistoriker und Museumsdirektor
- 1890: Georg Scholz, Maler
- 1890: August Fink, Kunsthistoriker und Museumsdirektor
- 1891: Josef Wilhelm Kindervater, Bibliothekar
- 1892: Ludwig Wolters, Tierarzt und Bakteriologe
- 1893: Henry Pinkepank, Politiker (SPD)
- 1897: Lili Gräf, Künstlerin und Bildhauerin
- 1899: Robert Brandes, NSDAP-Funktionär, 1944/45 Oberbürgermeister von Köln
- 1907: Mark Fellner, Ingenieur
- 1923: Franz-Günter Roth, Brigadegeneral des Heeres der Bundeswehr
- 1925: Jürgen Busch, Altphilologe und Bibliothekar
- 1927: Friedrich Flohr, Mathematik-Professor
- 1938: Mechthild Wiswe, Historikerin, Volkskundlerin und Autorin
- 1940: Maike Bruhns, Kunsthistorikerin, Kuratorin und Kunstsammlerin
- 1940: Rota Blanck, Künstlerin
- 1941: Joachim Priegnitz, Brigadegeneral
- 1942: Manfred Berger, Schlagersänger
- 1943: Maina-Miriam Munsky, Malerin
- 1945: Johannes Marbach, Jurist und Bibliotheksdirektor
- 1946: Jörg Beiderbeck, Schiffsbauingenieur
- 1949: Burghard Krause, lutherischer Theologe und Landessuperintendent
- 1950: Sigrid Engeler, Übersetzerin
- 1950: Rainer Westermann, Rektor der Ernst-Moritz-Arndt-Universität Greifswald
- 1951: Klaus-Peter Bachmann, Politiker (SPD), seit 2013 Vizepräsident des Niedersächsischen Landtags
- 1953: Uwe Kullnick, Schriftsteller
- 1954: Detlev Schmidtchen, Rockmusiker
- 1955: Marion Kobelt-Groch, Historikerin
- 1956: Tine Schneider, Jazzpianistin
- 1957: Axel Dreyer, Wirtschaftswissenschaftler, Hochschullehrer
- 1957: Rainer Esser, Journalist, Jurist und Medienmanager
- 1957: Lutz Niemann, General der Bundeswehr
- 1959: Christian Schrader, Rechtswissenschaftler, Richter und Hochschullehrer
- 1960: Jürgen Lossau, Fernsehproduzent, Buchautor und Journalist
- 1961: Kristian Köchy, Professor für Philosophie
- 1961: Anna Susanne Jahn, Malerin
- 1961: Gunnar Kunz, Schriftsteller und Illustrator
- 1962: Dagmar Freist, Historikerin
- 1963: Julia Hiller von Gaertringen, Literaturwissenschaftlerin und Bibliothekarin
- 1963: Thorsten Stelzner, Lyriker, Satiriker, Verleger und Galerist
- 1964: Hans-Jörg Meyer, Sportschütze
- 1965: Martin Biastoch, Historiker und klassischer Philologe
- 1966: Kai Nürnberger, Basketballnationalspieler
- 1968: Holger Draber, General der Bundeswehr
- 1968: Christian von Treskow, Regisseur und Intendant
- 1968: Andreas Weiß, Filmemacher
- 1969: Niels Brüwer, Basketballspieler
- 1970: Gero von Fritschen, Brigadegeneral der Luftwaffe der Bundeswehr
- 1970: Sybille Hein, Kinderbuchautorin, Illustratorin und Designerin
- 1971: Marc Angerstein, Hörfunkmoderator, Journalist und Medienunternehmer
- 1971: Markus Schultze, Fernsehmoderator und Musiker
- 1972: Ina Dietz, Journalistin und Fernsehmoderatorin
- 1972: Claudia Loss, Politikerin (SPD)
- 1972: Normen Odenthal, Journalist und Fernsehmoderator
- 1974: Thorsten Müller, Rechtswissenschaftler und Stifter
- 1975: Tim Frühling, Radio- und Fernsehmoderator
- 1977: Stefan Schempershauwe, Fußballschiedsrichter
- 1980: Annabelle Leip, Schauspielerin
- 1982: Björn Försterling, Politiker (FDP)
- 1985: Anike Hage, Comiczeichnerin
- 1987: Arnd Peiffer, Biathlet
- 1989: Konstantin Kuhle, Politiker (FDP)
- 1989: Louisa Dellert, Influencerin
- 1990: Tobias Goebel, Footballspieler
- 1990: Ricarda Ramünke, Sängerin und Schauspielerin
- 1991: Lars Alt, Politiker (FDP)
- 1991: Lars Kokemüller, Schauspieler und Regisseur
- 1994: Lyn Meyer, Fußballspielerin
- 1999: Yannik Möker, Fußballspieler
- 2002: Marcel Beifus, Fußballspieler

## Mit Wolfenbüttel verbundene Personen
- Mihai Albu (1938–2017), Basketballspieler und -trainer
- Anton Wilhelm Amo (um 1703 – nach 1753), Philosoph und Rechtswissenschaftler
- August Carl Eduard Baldamus (1812–1893), evangelischer Theologe, Lehrer und Ornithologe
- Emil Berliner (1851–1929), Erfinder der Schallplatte
- Kurt Bertram (1897–1973), Landtagsabgeordneter und ab 1927 NSDAP-Ortsgruppenleiter
- Gottlieb Bertrand (1775–1813), Schriftsteller
- Gottfried Philipp von Bülow (1770–1850), Staatsmann und Historiker
- Conrad Buno (1613–1671), Maler und Kupferstecher, erster Buchhändler der Stadt und Stadtkämmerer[1]
- Jakob Burckhard (1681–1752), klassischer Philologe und Bibliothekar, Leiter der Herzog August Bibliothek
- Wilhelm Busch (1832–1908), Dichter und Zeichner
- Burchard von Cramm († 15. September 1587), Statthalter zu Wolfenbüttel
- Dominicus Dreuer († vor 1568), Hofbediensteter bei Herzog Heinrich dem Jüngeren von Braunschweig-Wolfenbüttel und braunschweigischer Landeshistoriker
- Philipp Ludwig Dreyßigmark (1676–1750), evangelischer Geistlicher
- Johann Conrad Eichler (1680–1748), Hofmaler der Herzöge von Braunschweig-Wolfenbüttel
- Julius Johann Philipp Ludwig Elster (1854–1920), Gymnasiallehrer und Physiker
- Johann Eberhard zu Eltz (1594–1655), Kanzler im Fürstentum Braunschweig-Wolfenbüttel (1626/27) und in Diensten Wallensteins Kanzler im Herzogtum Mecklenburg (1628–1634)
- Paul Francke (1537–1610), herzoglicher Baumeister
- Hans Friedrich Geitel (1855–1923), Gymnasiallehrer und Physiker
- Ludwig von Gemmingen-Hornberg (1694–1771), Oberappellationsrat und Vizepräsident in Celle, außerordentlicher Minister von König Georg II. von Großbritannien
- Christian Giermann (1936–2022), Flottillenadmiral a. D.
- Claire von Glümer (1825–1906), Schriftstellerin und Übersetzerin
- Martin Gosky (1586–1656), Mediziner und Dichter der Barockzeit
- Carl Heinrich Graun (1704–1759), Komponist und Tenor
- Ferdinand Philipp Grimm (1788–1845), Sagensammler
- Johann Friedrich Ludwig Günther (1773–1854), Rechtswissenschaftler, Richter und Hochschullehrer sowie Politiker
- Gunzelin von Wolfenbüttel (≈1170–1255), Truchsess unter Otto IV. und Friedrich II., Reichslegat in der Toskana und Feldherr
- Otto von Heinemann (1824–1904), Bibliothekar und Historiker; von 1868 bis 1904 leitete er die Herzog August Bibliothek in Wolfenbüttel
- Isaak Markus Jost (1793–1860), Historiker
- Erhart Kästner (1904–1974), Schriftsteller, Bibliothekar in Wolfenbüttel von 1950 bis 1968
- Franz Anton Knittel (1721–1792), Generalsuperintendent und Paläograf
- Heinrich Andreas Koch (1707–1766), Jurist und Landeshistoriker
- Ludwig Köpp (1800–1890), Politiker im Herzogtum Braunschweig und Mitglied der Braunschweigischen Landesversammlung
- Hermann Korb (1656–1735), herzoglicher Baumeister
- Gerhard Kubetschek (1909–1976), Gründer der Tonmöbelfabrik Kuba-Imperial
- Bernhard Lambrecht (1897–1971), Konditor und Autor, Verfasser mehrere Lehr- und Fachbücher über das Konditorhandwerk und Gründungsdirektor der Bundesfachschule für das Konditorenhandwerk
- Johann Balthasar Lauterbach (1663–1694), Mathematiker und Architekt; entwarf das fürstliche Lustschloss Salzdahlum bei Wolfenbüttel
- Gottfried Wilhelm Leibniz (1646–1716), Universal-Wissenschaftler, Bibliothekar an der HAB
- Gotthold Ephraim Lessing (1729–1781), Dichter; ab 1770 Bibliothekar in Wolfenbüttel
- Günter Mast (1926–2011), Unternehmer und ehemaliges Vorstands- und Aufsichtsratsmitglied der Mast-Jägermeister SE
- Bernhard von Mila (1498–1561), schwedischer Admiral, sächsischer Oberst und Landvogt; von 1542 bis 1547 Statthalter der Residenz Wolfenbüttel
- Hieronymus Carl Friedrich von Münchhausen (1720–1797), Adliger, auch bekannt als Baron Münchhausen
- Rudolf August Nolte (1703–1752), Jurist und Lokalhistoriker
- Justus Oldekop (1597–1667), Jurist, Ratsherr und Rechtsanwalt
- Georg Österreich (1664–1735), Komponist
- Albert Plücker (1864–1945), Sanitätsrat, Ehrenmitglied der Ärzteschaft von Stadt und Kreis Wolfenbüttel, zuletzt Leitender Chefarzt des evangelischen Krankenhauses zu Wolfenbüttel
- Michael Praetorius (1571–1621), Komponist und Hofkapellmeister
- Wilhelm Raabe (1831–1910), Schriftsteller
- Fritz Ramien (1883–1965), Jurist, NSDAP-Mitglied, Bürgermeister der Stadt Wolfenbüttel 1933–1945
- Johannes Reiske (1641–1701), Pädagoge und Historiker
- Louis Renard (1893–1943), Anführer des französischen Widerstands, hingerichtet durch die Guillotine im Strafgefängnis Wolfenbüttel
- Johann von Reuschenberg (1603–1660), von 1634 bis 1643 Kommandant der Festung Wolfenbüttel, später bayerischer sowie kaiserlicher Feldmarschall
- Johann Rosenmüller (1619–1684), Komponist
- Christian August Salig (1692–1738), Gelehrter und in der Leitung des Gymnasiums zu Wolfenbüttel
- Karl Schaper (1920–2008), Maler, Bildhauer, Grafiker und Konzeptkünstler
- Werner Scholem (1895–1940), Politiker (KPD), Abgeordneter im Reichstag und Opfer des Nationalsozialismus
- Justus Georg Schottelius (1612–1676), Dichter und Sprachgelehrter der Barockzeit
- Heinrich Julius Friedrich von Schrader (1764–1829), Oberappellationsrat und Hofrat in Wolfenbüttel
- Georg Caspar Schürmann (1672/73–1751), Hofkapellmeister, Komponist und Sänger
- Georg Stölting (1836–1901), Schul- und Seminardirektor in Wolfenbüttel und Rektor in der Bürgerschule von Calvörde
- Julius Adolph von Söhne († 1616), Drucker und Herausgeber der zweitältesten deutschsprachigen Zeitung, der Aviso Relation oder Zeitung
- Reinhold Stoevesandt (1909–1986), Architekt, Lokalpolitiker und Atomkraftgegner
- Friedrich Karl von Strombeck (1771–1848), Rechtsgelehrter
- Johann Theile (1646–1724), Komponist und Hofkapellmeister
- Ernst Christian Trapp (1745–1818), Pädagoge und erster deutscher Inhaber eines Lehrstuhls für Pädagogik
- Karl-Heinz Vosgerau (1927–2021), Schauspieler
- Christian Friedrich Weichmann (1698–1770), Jurist, Publizist und Dichter
- Widekind von Wolfenbüttel († um 1118), Erbauer der Wasserburg Wolfenbüttel und Begründer der Linie von Wolfenbüttel
- Levin Zanner, genannt „Rittmeister Immernüchtern“ oder „Nimmernüchtern“ († 1641), Freireuter (Freischärler, Freikorpsführer) im Dreißigjährigen Krieg; unterstützte von 1634 bis 1641 mit seiner Reitertruppe den Kommandanten der Festung Wolfenbüttel Johann von Reuschenberg
- Leopold Zunz (1794–1886), jüdisch-deutscher Religionswissenschaftler